# روبين أورتيز توريس
روبين أورتيز توريس (بالإسبانية: Rubén Ortiz Torres)‏ هو مصور مكسيكي، ولد في 1964.